# Кокжиде (Балхаський район)
Кокжиде (каз. Көкжиде) — село у складі Балхаського району Алматинської області Казахстану. Входить до складу Аккольського сільського округу.
Населення — 549 осіб (2021; 678 у 2009, 577 у 1999, 797 у 1989).